# فرتز كريمر

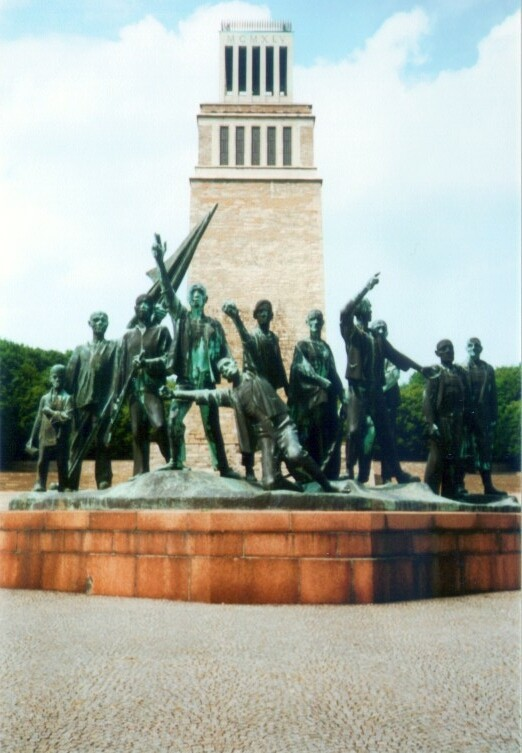
إحدى أعمال فرتز كريمر.

فرتز كريمر (بالألمانية: Fritz Cremer) من مواليد 1906 توفي سنة 1993 وهو نحات ألماني، بدأ حياته في تقطيع الحجر، درس الفن في روما - أكاديمية فيلا ماسيمو (بالإنجليزية: Villa Massimo)‏ من 1937 إلى 1938، تأثر بالأفكار الشيوعية حيث كان قد تحول إليها في بداية العشرينات، تجاهلته الحركة النازية، كان جندي من سنة 1940 إلى سنة 1944، وحصل على منصب أستاذ ورئيس قسم النحت في أكاديمية الفنون التطبيقية في فيينا سنة 1946.

## روابط خارجية
- فرتز كريمر على موقع مونزينجر (الألمانية)